# Fleet Rehabilitation and Modernization
Die Fleet Rehabilitation and Modernization, abgekürzt als FRAM, war ein Umbauprogramm der United States Navy, um vor allem Zerstörer, die im Zweiten Weltkrieg konstruiert worden waren, aufzurüsten.
1957 gab es in der Navy Schätzungen, dass die Sowjetunion um die 300 Jagd-U-Boote in Dienst hatte. Da die US Navy jedoch mit der Aufrüstung ihrer Kreuzer- und Flugzeugträger-Flotte beschäftigt war, gab es kaum Werftkapazitäten, um Schiffe für U-Jagd, also Fregatten oder Zerstörer, zu bauen. Darum ersann der Chief of Naval Operations, Admiral Arleigh Burke, das Fleet Rehabilitation and Modernization Programme. Die ersten Schiffe gingen 1959 in die Werften, die letzten 1964.

## Zerstörer
Während FRAM-I wurden 79 Zerstörer der Gearing-Klasse komplett neu gestaltet. Dafür wurden die Aufbauten mit Elektronik und Waffensystemen sowie die Antriebsanlage entfernt und neu aufgebaut. Vor allem erhielten die Schiffe das neue ASROC-System sowie den Drone Anti-Submarine Helicopter (DASH), einen ferngesteuerten kleinen Helikopter mit Torpedobewaffnung. Die Schiffe, die FRAM-I erhielten, sollten acht Jahre länger in Dienst gehalten werden. Die Kosten dafür betrugen 7,7 Mio. Dollar pro Einheit.
FRAM-II durchliefen 33 Zerstörer der Allen-M.-Sumner-Klasse, 16 Gearings und drei Zerstörer der Fletcher-Klasse. Hier modernisierte man die Bewaffnung der Schiffe (neue Torpedorohre, jedoch kein ASROC-Werfer) und die Elektronik, einige erhielten DASH. Die Schiffe, die FRAM-II erhielten, sollten fünf Jahre länger in Dienst gehalten werden, während die Kosten bei 4,5 Mio. US-Dollar pro Schiff lagen.

## Andere Schiffstypen
Im Rahmen von FRAM wurden noch weitere Schiffsklassen umgebaut:
- vier (damals) Fregatten (engl. Destroyer Leader/DL) der Mitscher-Klasse
- 13 Geleitschiffe der Dealey-Klasse
- acht U-Jagd-Flugzeugträger der Essex-Klasse
- neun U-Boote der Balao-Klasse und der Tench-Klasse, die schon nach GUPPY II umgebaut worden waren
- zwei U-Boote der Sailfish-Klasse
- die sechs U-Boote der Tang-Klasse
- das U-Boot Darter
- die drei Hubschrauberträger der Boxer-Klasse
- zwei amphibische Flaggschiffe der Mount-McKinley-Klasse
- 19 amphibische Dockschiffe der Ashland-Klasse
- 13 Kampfwagen-Landungsschiffe (LST) der LST-511-Klasse
- sechs Truppentransporter (APA) der Typen C3-S-A2 und VC2-S-AP5
- ca. fünf schnelle Landungstransporter (APD) der Rudderow-Klasse und der Buckley-Klasse
- fünf Zerstörer-Tender der Dixie-Klasse
- acht Zerstörer-Tender der Arcadia-Klasse
- sechs U-Boot-Tender der Fulton-Klasse